# ETB Basque
ETB Basque és la versió internacional de la televisió pública basca Euskal Telebista (ETB) emesa per satèl·lit.
Es troba disponible a Europa a través del satèl·lit Astra i arreu del món mitjançant internet. La programació del canal és una síntesi de la programació pròpia dels canals d'ETB i alterna l'èuscar i el castellà i amb continguts adreçats a la migració produïda a Europa, Llatinoamèrica i els Estats Units.

## Història
Els antecedents a ETB Basque es remunten a inicis de les emissions via satèl·lit que neixen després de la modificació a l'estiu del 1995 de la Llei del Tercer Canal de Televisió a Espanya.
El canal va substituir des del 2021 l'anomenat ETB Sat/Canal Basc, resultant de la fusió dels dos senyals internacionals independents operats per ETB fins al 2013: ETB Sat (1996-2013) i Canal Vasco (2001-2013). Aquests canals van estar disponibles provisionalment també a la TDT al País Basc a partir del 2005, mentre Euskal Telebista posava en marxa nous canals temàtics en els senyals que ocupaven: respectivament, ETB4 (nom original: ETBK Sat; des de 2011) i ETB3 (des del 2008).
El febrer de 2010 es decideix canviar la línia programàtica del canal, en què la converteix com un senyal encarregat de transmetre només programació esportiva, començant els seus estudis de viabilitat.

## Programes
- Teleberri: Informatiu
- Lazkao Txiki: Dibuixos animats
- Dokugune: Espai presentat per Izaro Iraeta, en qui cada setmana abordaran un tema diferent.
- EiTB Kultura: Espai que recull l'actualitat sobre totes les manifestacions i disciplines artístiques. A més de cinema, arts plàstiques, teatre, música, literatura o moda, es fa atenció a temes relacionats amb arquitectura, disseny o gastronomia, en aquest programa obert a tota mena de públics.
- Exclusivas ETB: Reportatges dirigits per Luis Mendizabal.
- Surf in ` Euskadi: Programa presentat per Ana Urrutia sobre "l'esport de les ones".
- Objectivo Euskadi: Espai de reportatges d'aborda temes d'actualitat social.
- La nit de...: Programa de cinema presentat per Felix Linares amb reportatges sobre actors, directors i pel·lícules; variades seccions que ajuden a descobrir aspectes desconeguts del setè art, i concursos.
- Vaya Semanita: Programa humorístic que parodia l'actualitat al País Basc.
- Gaur Egun: Informatiu
- Basxtrem: Concurs presentat per Julian Iantzi
- Chiloé: Espai presentat per Maider Egues Pies.
- Mihiluze: Jocs de paraules en èuscar.